# Бонь, Митрофан Демьянович
Бонь Митрофан Демьянович (4 июня 1906, Амурская область — неизвестно, неизвестно) — советский учёный-химик. Директор Криворожского государственного педагогического института (1951—1961).

## Биография
Родился 4 июня 1906 года на территории Амурской области.
С 1926 года работал на Китайско-Восточной железной дороге.
В 1930 году окончил Дальневосточный университет.
В 1934—1935 годах — научный сотрудник Ленинградского университета. 4 июня 1935 года защитил кандидатскую диссертацию.
В 1935—1940 годах — доцент Томского университета: в 1935—1936 годах — заведующий кафедрой аналитической химии.
В 1940—1941 годах — заведующий кафедрой химии, заместитель директора Шосткинского химического института (Сумская область).
В 1941—1944 годах — декан природоведческого факультета Челябинского педагогического института.
В 1944—1951 годах — заместитель директора Сумского педагогического института.
В 1951—1961 годах — директор Криворожского государственного педагогического института. Депутат Криворожского городского совета.
Затем жил в городе Сумы.

## Научная деятельность
Специалист в области химии, педагогический руководитель.

### Научные труды
- Содержание серы в углях Кузнецкого бассейна и её роль при процессах самовозгорания углей [Доклад на конференции] // Труды научной конференции по изучению производительных сил Сибири, 1940. — Т. 4. — С. 227—231.
- Механизм окисления непредельных углеводородов // Труды Томского государственного университета имени В. В. Куйбышева. Том 94. — Томск: Красное Знамя, 1938. — С. 75—98.[4]
- Действие озона на непредельные органические соединения // Труды Томского государственного университета имени В. В. Куйбышева. Том 94. — Томск: Красное Знамя, 1938. — С. 98—106.[4]

## Награды
- Орден «Знак Почёта».